# جسی آکرمن
جسی آکرمن (Jessie Ackermann) (زادهٔ ۴ ژوئیه ۱۸۵۷ – درگذشتهٔ ۳۱ مارس ۱۹۵۱)، اصلاحگر اجتماعی، فمینیست، نویسنده و جهانگرد بود. وی دومین زنی بود که از سوی اتحادیه الکل مخالف مصرف زنان مسیحی جهان (WWCTU) به عنوان مبلغ مذهبی گردشگر در اطراف دنیا گماشته شد ، در ۱۸۹۱ میلادی نخستین رئیس اتحادیه همبستگی زنان مسیحی مخالف مصرف الکل استرالیا (WCTU) شد که بزرگترین گروه زنان اصلاح‌طلب زنان در استرالیا بود. هرچند وی اهل ایالات متحده بود، اما به عنوان بزرگترین صدا در جنبش حق رأی استرالیا شناخته می‌شد.
علاوه بر اینکه وی نویسنده سه کتاب بود، آکرمن در گوشه و کنار دنیا به سفر و سخنرانی در مورد مخالفت با مصرف الکل می‌پرداخت و به یک  ادیب ماهر و مشهور با پیروان زیاد مبدل شد. از وی به عنوان «سخنور بسیار متبحر» یادآوری می‌گردید. در سخنرانی‌های خود، وی برای حقوق سیاسی، حقوقی و مالکیت مساوی زنان دادخواهی می‌کرد.
آکرمن به‌طور کنشگر  در پیکارهای حقوق زنان و همچنین در مبارزه بین‌المللی جاری بر علیه تریاک و تنباکو شرکت داشت. وی از ۱۸۹۳ تا ۱۸۹۵ میلادی به عنوان سرپرست شعبه تریاک WCTU خدمت کرده و در ۱۸۹۱ میلادی شعبه مبارزه با مواد مخدر WCTU را در استرالیا تأسیس کرد. وی در ۱۹۰۶ میلادی به عنوان تنها عضو زن در انجمن جغرافیای سلطنتی اسکاتلند انتخاب گردید.

## زندگی
وی که دختر چارلز آکرمن و همسرش آماندا (نام تولد: فرنچ) آکرمن بود در شیکاگو بزرگ شد و بعد به کالیفرنیا رفت، جاییکه در ۱۸۸۰ میلادی وارد دانشگاه کالیفرنیا، برکلی شد، اما دانشگاه را به پایان نرساند. در ۱۸۸۱ میلادی، وی کار را به عنوان برگزارکننده رویدادهای مخالفت با مصرف الکل در فرقه مستقل تمپلار‌های خوب آغاز کرد و پس از آن در ۱۸۸۸ میلادی، «به‌خاطر فرصت‌های ویژه کار در میان زنان» به اتحادیه زنان مسیحی مخالف با مصرف الکل پیوست. پس از اتمام یک مأموریت تبلیغ مذهبی در بریتیش کلمبیا و آلاسکا، وی از سوی کنوانسیون ملی WCTU که در اکتبر ۱۸۸۸ در نیویورک برگزار شده بود به عنوان میسیونری (مبلغ مذهبی) جهانی انتخاب گردید. قبل از پیوستن به WCTU، آکرمن در فرقه جهانی ریچابایتس خدمت می‌کرد، فرقه‌ای که شعارش این بود: «تکان دهید، تحصیل کنید، قانون‌گذاری و اثبات کنید». وی در دهه ۱۹۲۰ در شهر جانسون، تنسی زندگی کرده و دهه ۱۹۳۰ را اکثراً در لس آنجلس گذراند.

## کار در WCTU

### در سطح بین‌المللی
آکرمن در ژانویه ۱۸۸۹ ایالات متحده را ترک کرد تا نخستین دوره از مسافرت‌های جهانی خود را آغاز کند. در ۱۹۱۰ میلادی، گزارش داده شد که وی شش مسافرت جهانی را تکمیل کرده و در ۲٬۷۰۰ تخت خواب مختلف خوابیده‌است، اما به‌خاطر چیزی که او بیشتر مورد تحسین قرار می‌گرفت، هشت بار سفر به دور دنیا بود. سفرهای وی با نامه‌های که به نشریه WCTU، یونیون سیگنال (The Union Signal) و همراه خانگی زنان (Ladies Home Companion) فرستاده می‌شد، مستند گردید.

### استرالیا
آکرمن در ۱۸۸۹ میلادی به آدلاید، استرالیای غربی رسید تا کاری که توسط مری لیویت، نخستین میسیونری جهانی WCTU، آغاز شده بود را ادامه دهد. آکرمن که به عنوان «پرشور و پر جذبه» توصیف می‌گردد، با دیدارش از استرالیای غربی در ۱۸۹۱ میلادی به تأسیس WCTU در آنجا الهام بخشیده و تلاش‌های اداری که برای اینکار به خرج داد، بیانگر مهارت سازمانی چشمگیر وی بود. به عنوان مثال، او شعبه مبارزه با مواد مخدر را در ۱۸۹۱ میلادی تأسیس کرد. وی همچنین یک مأموریت مذهبی مخالف با مصرف الکل را برای مدت ده روز در سالن شهری آدلاید برگزار نموده و نخستین کنوانسیون استعماری WCTU استرالیای غربی را با عضویت ۱۱۱۲ فرد و ۲۳ اتحادیه بین‌المللی برگزار کرد. نخستین اتحادیه محلی در استرالیای غربی در یورک شکل گرفت و پس از مدت کوتاهی پنج اتحادیه دیگر نیز پس از این  ایجاد گردید. تا اوت ۱۸۹۱، یک اتحادیه استعماری با ۱۵۵ عضو تأسیس شده بود. آنا آدامز گوردون نوشت: «مبلغ مذهبی  نوار-سفید جهانگرد که تحت پرچم WCTU جهانی به سفر آغاز کرده خانم جسی آکرمن  از کالیفرنیا است، کسی که استرالیا را با اتحادیه‌های محلی شانه انگبین زد، آنها را دور WCTU ملی خود آنها جمع کرده و خود رئیس آن شد…» اتحادیه زنان مسیحی مخالف مصرف الکل استرالیا (که بعداً به اتحادیه ملی زنان مسیحی مخالف مصرف الکل استرالیا تغییر نام داده شد) به تاریخ ۲۵ مه ۱۸۹۱ طی جلسه‌ای که در ملبورن به هدف همبستگی اتحادیه‌های استعماری موجود برگزار شده بود، تشکیل گردید. احتمالاً این نخستین گردهمایی میان-ایالتی سازمان‌های زنان در استرالیا بوده و اتحادیه نیز نخستین سازمان ملی زنان در سطح کشور بود. در دومین کنوانسیون ملی WCTU استرالیا که در ۱۸۹۴ میلادی در سیدنی برگزار گردید، جسی آکرمن به افتخار اعلام کرد که «پرچم ما در چهل و هفت سرزمین شناور هستند: و ما می‌توانیم شعار خود، 'برای خدا و خانه و هر سرزمینی' را به چهل و هفت زبان بخوانیم.»
آکرمن با استفاده از تکنیک فانوس جادو هم در شهرها و هم در جاهای دورافتاده سخنرانی می‌کرد. وی به حدی در استرالیا معروف و شناخته‌شده بود که وضعیت سلامت وی همواره در سراسر کشور گزارش می‌شد؛ مثلاً، روزنامه‌ها در تاسمانی و نیو ساوت ولز در ۱۸۹۵ میلادی گزارش دادند که به وی توصیه گردیده‌است تا به‌خاطر بازیابی سلامت خود به آیسلند برود و اینکه وضعیت سلامت وی در جریان مدتی که در فرانسیس ویلارد در انگلستان اقامت داشت در حال بهبود بود.
هدف سازمان‌های مخالف مصرف الکل در استرالیا این بود تا به شهروندان حق وتوی فروش مشروبات الکلی در شهرها و دهکده‌های آنها داده شود، در حالیکه جنبش‌های فعال مصرف الکل در ایالات متحده خواستار ممنوعیت کامل آن بودند (چیزی که به اصطلاح قانون مِین نامیده می‌شد). دغدغه زنان جلوگیری از «استفاده نادرست» از الکل بود که آنها در نتیجه نوشیدن مردان تجربه کرده بودند. در ۱۸۸۵ میلادی، ۴۵٬۰۰۰ زن در ایالت ویکتوریا (که تقریباً ربع کل جمعیت زن ایالت را تشکیل می‌داد) دادخواستی را امضاء نموده و از حکومت خواستند تا گزینه‌های محلی را برای محافظت از جنسیت آنها در مقابل بدرفتاری ناشی از مصرف الکل، معرفی کند.

## مسافرت‌ها

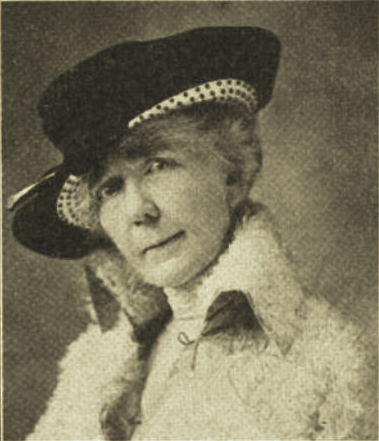
جسی آکرمن، ۱۹۲۵

معدود زنانی در قرن نوزدهم میلادی وجود داشتند که به اندازه آکرمن سفر کردند. به این مطلب نیز اشاره شده‌است که، «وی نه تنها به‌خاطر روحیه ماجراجویی یا از روی کنجکاوی، بلکه به عنوان یک تنظیم‌کننده مزدبگیر به سرزمین‌های بیشماری سفر کرد و آنگونه که استخدام‌کنندگان وی می‌گویند، 'یک میسیونری جهانگرد' در یک سازمان بزرگ و مشهور…» از جمله آن زنان میسیونری اهل ویکتوریا بود که «به اندازه‌ای از که از نجات دادن روح‌ها لذت می‌برد به همان اندازه از سفر نیز لذت می‌برد». استدلال شده‌است که اینچنین «مسافرت به‌خاطر اصلاح‌طلبی» بخشی از روشی برای بالا بردن آگاهی جهانی و دسترسی به اکناف جهان شد. هرچند مسافرت‌های وی تا حدی به‌خاطر تأسیس اتحادیه‌های WCT در اطراف جهان بود، اما وی در جریان سفرهای خود به عنوان «یک فعال مدنی، فمینیست و گزارشگر وضعیت زنان و فقرا در اطراف جهان» نیز کار می‌کرد؛ مثلاً، در کنفرانسی در جریان سفر وی به چین، تمامی نمایندگان زن به اعضای دارای حق رأی تبدیل شدند و «باعث توفانی از تحسین» گردید، این در حالیست که در جلسه قبلی که سیزده سال قبل برگزار شده بود، تنها این ایده که زنان از کار خود نمایندگی کنند، موجب این شد تا بیشتر افراد «خشمگین» کنفرانس را ترک کنند. گزارش‌های دست اول وی از سفرهایش به آسیا نیز وسیله‌ای برای گردآوری وجوه برای پیکارهای ضد مصرف الکل وی بود.

## ارجاعات
1. ↑  Oldfield, Audrey (1992). Woman Suffrage in Australia: a gift or a struggle?. Cambridge and Melbourne: Cambridge University Press. pp. 28. ISBN 978-0-521-43611-3.
2. ↑  Willard, Frances; Mary Ashton Rice Livermore (1893). A woman of the century; Fourteen hundred-seventy biographical sketches accompanied by portraits of leading American women in all walks of life. Buffalo N.Y.: Moulton. pp. 4–5.
3. ↑  Tyrrell, Ian. Ackermann, Jessie A. (1857–1951). Australian Dictionary of Biography. National Centre of Biography, Australian National University. Retrieved October 17, 2011.
4. ↑  Tyrrell (1999) p26.
5. ↑  Tyrrell, 2005
6. ↑  "Miss Jessie Ackermann". Australian Town and Country Journal. NSW. July 17, 1907. p. 41. Retrieved December 17, 2011.
7. ↑  "Biographical note: Jessie A. Ackermann Collection, 1887–1945". Archives of Appalachia. Archives of Appalachia. Retrieved March 9, 2012.
8. ↑  Tyrrell (1999) p26
9. ↑  "Miss Jessie Ackermann". Geraldton Guardian. WA. August 23, 1910. p. 3. Retrieved March 9, 2012 – via National Library of Australia.
10. ↑  "WCTU History". WCTU Australia Limited. Archived from the original on March 17, 2012. Retrieved May 3, 2012.
11. ↑  Gordon (c.1898) p.149
12. ↑  "Miss Jessie Ackermann". The Mercury. Hobart, Tas. June 29, 1895. p. 3. Retrieved December 17, 2011.
13. ↑  "Miss Jessie Ackermann". Australian Town and Country Journal. NSW. June 22, 1895. p. 36. Retrieved December 17, 2011 – via National Library of Australia.
14. ↑  Blocker, Jack S.; David M. Fahey; Ian R. Tyrrell (2003). Alcohol and Temperance in Modern History: An International Encyclopedia (Volume 1 ABC-CLIO. ed.). p. 76.
15. ↑  Carr (2009) p.6
16. ↑  Grimshaw (2004) p.220
17. ↑  Tyrrell (1991) pp.89–90
18. ↑  Tyrrell (2010) p.17
19. ↑  Carr (2009) p.2
20. ↑  Tyrrell (1991)